# Berberidopsidàcies
Berberidopsidàcia (Berberidopsidaceae) és una família de plantes amb flor.
Pel fet que aquesta família ha estat reconeguda per pocs taxonomistes les plantes que la componen han estat tractades com pertanyents a la família Flacourtiaceae.
El sistema APG II, de 2003 no ubica la família de les Berberidopsidàcies en cap ordre i simplement l'assigna al clade eudicots superiors.
La família conté un o dos gèneres Berberidopsis, que té dues espècies i Streptothamnus, amb una sola espècie.
El sistema APG II apunta a la possibilitat de reconèixer l'ordre Berberidopsidales, que comprendria la família Aextoxicaceae junt amb la família Berberidopsidaceae.